# Beast Loose in Paradise
Beast Loose in Paradise — песня группы Lordi, написанная специально для фильма Тёмные этажи. Песня была выпущена как сингл 9 января 2008 года. Песня также является бонус-треком на японском издании альбома Deadache.
Сингл содержит 2 разные версии песни. Единственным различием между ними является то, что версия для фильма Тёмные этажи имеет более длинное вступление. 

## Список композиций
1. «Beast Loose in Paradise» (Radio Edit) — 3:08
2. «Beast Loose in Paradise» (Dark Floors Version) — 3:33